# Venturia dilatata
Venturia dilatata là một loài tò vò trong họ Ichneumonidae.